# Gavriil Jakimovič Lomakin
Gavriil Jakimovič Lomakin (in russo Гавриил Якимович Ломакин?; Borisovka, 25 marzo 1812 – Gatčina, 9 maggio 1885) è stato un direttore di coro, compositore ed insegnante di canto russo.

## Biografia
Nacque in una famiglia di servi della gleba nel villaggio di Borisovka, che faceva parte all'epoca del governatorato di Kursk. Fu reso libero per volontà del conte Dmitrij Šeremetev. Dal 1822 cantò nel coro della cappella del conte, dove studiò canto. Nel 1830 iniziò a insegnare canto, e dal 1850 al 1872 fu direttore della cappella del conte Šeremetev. Dal 1874, dopo lo scioglimento della cappella, diresse il coro maschile del conte Sergej Šeremetev, figlio di Dmitrij. A partire dal 1830 insegnò canto in numerose scuole di San Pietroburgo, tra cui la Cappella di canto della corte imperiale (1848-1859), la Scuola imperiale di giurisprudenza ed il Corpo dei paggi. Il 18 marzo 1862, assieme a Milij Balakirev, fondò la Scuola musicale gratuita, che godette della protezione imperiale, e di cui fu direttore fino al 28 gennaio 1868. Compose più di sessanta romanze, oltre a opere per coro, musica sacra, rielaborazioni e trascrizioni di musica popolare; scrisse diversi manuali per l'insegnamento del canto.